# Tina Turner
Tina Turner, artiestennaam van Anna Mae Bullock (Brownsville (Tennessee), 26 november 1939 – Küsnacht, 24 mei 2023), was een zangeres en actrice. Amerikaans van geboorte, verruilde haar nationaliteit in 2013 voor die van Zwitserland. Ze stond bekend als de Queen of Rock 'n' Roll.
In de jaren 60 en 70 werd ze met haar echtgenoot Ike Turner wereldberoemd als het duo Ike & Tina Turner. In de jaren 80 brak ze door met een uiterst succesvolle solocarrière. De zangeres is met tweehonderd miljoen verkochte platen de bestverkopende vrouwelijke rockartiest en verkocht de meeste concerttickets van alle soloartiesten ter wereld. Turner stond bekend om haar krachtige stemgeluid en haar energieke optredens: big hair (meestal een pruik), hoge hakken en een korset of minirok.

## Biografie
Anna Mae Bullock werd geboren als dochter van Floyd Richard Bullock (1912-1967), opziener bij een boerderij, en Zelma Currie (1918-1999). Ze had een oudere zuster Alline die in 2010 overleed. Een oudere halfzus kwam om bij een auto-ongeluk in de jaren 40. Uit recent onderzoek van Amerikaanse genealogen blijkt dat ze voor een derde Europese en twee derde Afrikaanse voorouders heeft. Haar eerste jaren werden overheerst door de vele ruzies tussen haar ouders die uiteindelijk scheidden toen ze drie jaar oud was. De kinderen werden later door hun moeder achtergelaten bij de grootmoeder van vaderskant en later bij de grootmoeder van moederskant.
Als klein kind zong Anna Mae in kerkkoortjes. Na schooltijd werkte ze als katoenplukster; een klusje waar ze altijd een hekel aan had. Op haar twaalfde kwam ze in dienst als huishoudster bij een blank gezin. In 1956 overleed haar grootmoeder, waarna ze bij haar moeder en zus in Saint Louis (Missouri) terechtkwam.

## Carrière
In Saint Louis ontmoette Bullock in 1957 rock-'n-rollpionier Ike Turner, die in een nachtclub optrad met zijn band The Kings of Rhythm. Tijdens optredens kwam het voor dat meisjes uit het publiek een kans kregen op het podium te zingen. Anna Mae Bullock volgde de band wekenlang en uiteindelijk kreeg ook zij een kans. Ze zong het nummer You Know I Love You van B.B. King. Het publiek was razend enthousiast door haar ruwe en krachtige stem. Ike besloot Anna Mae, die toen nog op de highschool zat, als achtergrondzangeres aan te nemen.
Ike had vaker talent gescout, maar als ze eenmaal succesvol waren, verlieten ze hem allemaal. Anna Mae beloofde dit nooit te zullen doen en ze kregen een sterke vriendschapsband. In die tijd kreeg de achttienjarige Bullock een affaire met Ikes saxofonist Raymond Hill. Uit deze kortstondige relatie werd in augustus 1958 zoon Raymond Craig geboren, die later de achternaam Turner kreeg. Eerder dat jaar kwam Anna Mae van highschool, waardoor haar niets meer in de weg stond om bij de band te komen.

### 1960-1976: Ike & Tina Turner

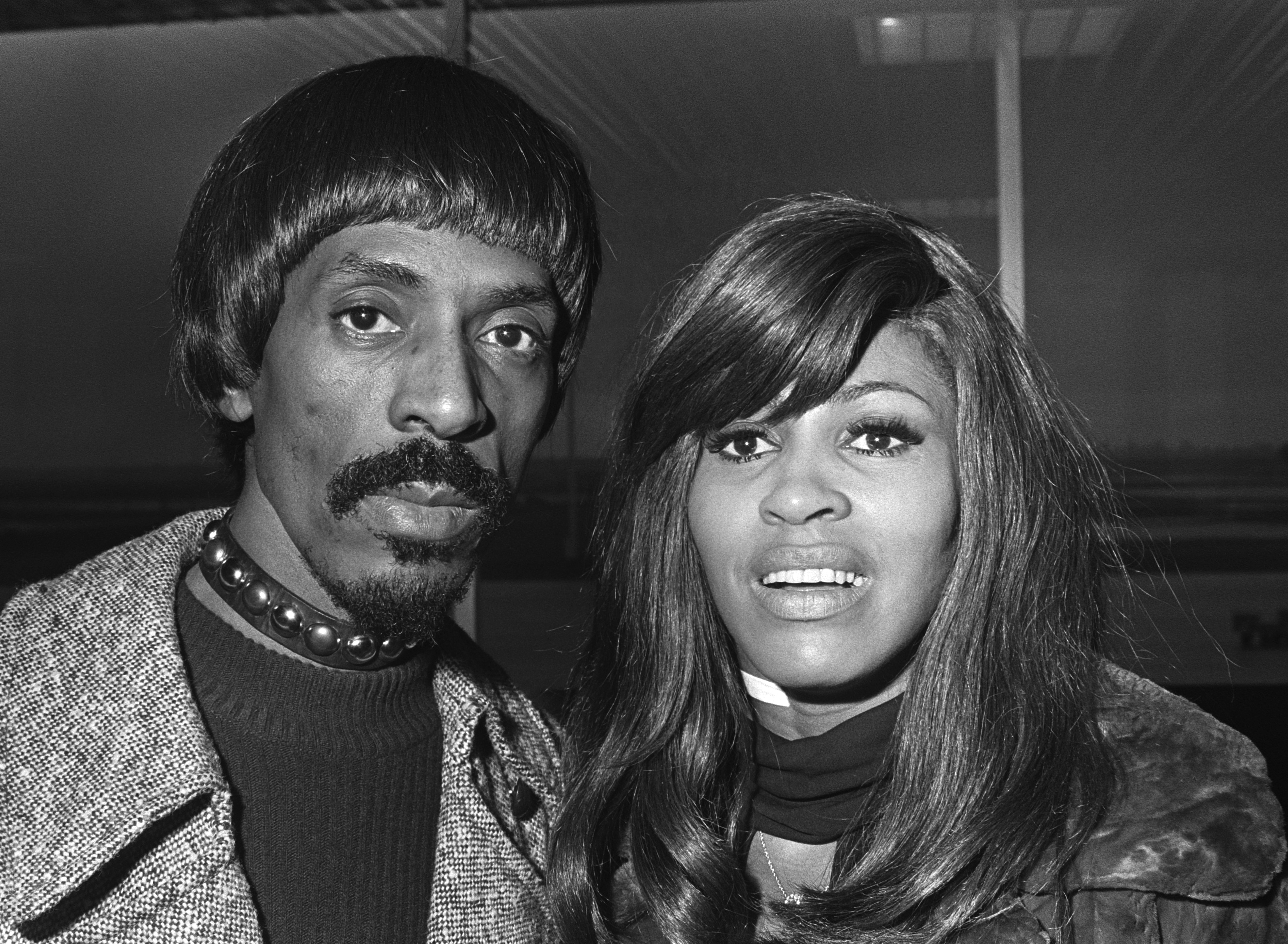
Ike en Tina Turner in 1971.

Ondertussen kregen Ike en Anna Mae een relatie en ze werd zwanger. Rond die tijd nam ze haar eerste single op: A Fool in Love. Eigenlijk was het door Ike geschreven nummer niet voor Bullock bedoeld, maar zong ze het nummer in omdat de oorspronkelijke zanger Art Lassiter niet kwam opdagen. De single werd uitgebracht onder de artiestennaam Ike & Tina Turner. Ike had Anna Mae buiten haar weten om een artiestennaam gegeven. A Fool in Love werd in 1960 een hit: nr. 28 in de Amerikaanse Billboard Hot 100 en nr. 2 in de Billboard Hot R&B Top.
Gedreven door het succes van hun eerste single wilde Ike door Amerika toeren. De zwangere Anna Mae had hier geen oren naar. Dit antwoord beviel Ike niet en hij sloeg haar, waarna zij toestemde. Dit was het begin van een steeds toenemende mate van mishandeling van Anna Mae door Ike. Het eerste televisieoptreden van Ike & Tina Turner kwam toen zij negen maanden zwanger was. Kort daarna, in oktober 1960, werd zoon Ronald Ronell geboren. In 1962 trouwde het stel in Mexico. De twee zoons uit vorige relaties van Ike werden ook opgevoed door Tina, omdat hij en zijn voormalige echtgenotes nauwelijks naar de kinderen omkeken.
Het succes van hun debuutsingle werd al snel overtroffen door het nummer It's Gonna Work Out Fine, dat uitkwam in 1961. Deze single kwam tot plek veertien in de Billboard Hot 100, werd nr. 2 in de Amerikaanse r&b-top en werd genomineerd voor een Grammy. Daarna werd het singlesucces minder. Desondanks werd het duo wel een ware attractie in Amerika vanwege hun explosieve live-optredens. Ike & Tina gaven concerten in de Verenigde Staten met drie achtergrondzangeressen, The Ikettes genoemd, en een band die de Revue heette. Om het plaatje compleet te maken wilde men het haar van Tina bleken, maar door een fout van een kapper kreeg ze last van tijdelijke haaruitval waarna ze een pruik ging dragen. Het publiek vond deze nieuwe look geweldig en sindsdien trad ze meestal op met een pruik.
Tijdens een van hun optredens werd het duo gespot door producer Phil Spector. Hij was dusdanig onder de indruk van Tina dat hij met haar een single wilde opnemen. De zangeres leerde van Spector beter met haar stem om te gaan en kreeg een groter stembereik. Het resultaat van de samenwerking werd de popsingle River Deep - Mountain High. De single flopte in Amerika, maar in Europa werd het een hit (onder andere nr. 3 in Engeland en nr. 9 in Nederland). Tegenwoordig geldt het nummer als evergreen. Als gevolg van het succes in Engeland werden Ike & Tina Turner in 1969 door The Rolling Stones gevraagd om tijdens hun Amerikaanse tournee het voorprogramma te vullen, samen met B.B. King. Dit betekende de grote doorbraak van Ike & Tina Turner in Europa. Tina inspireerde Mick Jagger met haar moves op het podium en werd zodoende bekend als degene die de zanger van The Rolling Stones leerde dansen.
Eind jaren 60 bleef succes met het eigen repertoire uit. Tina werd steeds vaker door haar echtgenoot Ike mishandeld. Uiteindelijk zou ze zowel financieel als emotioneel vrijwel compleet onder zijn controle komen te staan. Daarnaast hield Ike er ook andere relaties op na. In 1968 raakte ze tegelijkertijd met een achtergrondzangeres zwanger van Ike, waarna Tina abortus liet plegen. Rond deze tijd raakte Ike verslaafd aan cocaïne, waardoor de mishandeling alsmaar heftiger werd. In latere interviews zei Tina dat ze totaal geen vrijheid van haar toenmalige echtgenoot kreeg en eigenlijk zowel mentaal als fysiek door hem werd gemarteld. Aan het einde van 1968 deed Tina een zelfmoordpoging door het slikken van vijftig valiumtabletten. In deze tijd schreven Waylon Jennings en Willie Nelson het lied Good hearted woman, dat op haar is geïnspireerd.
Het oorspronkelijk in 1969 door John Fogerty geschreven nummer 'Proud Mary', dat onder meer bekend werd door zijn groep Creedence Clearwater Revival, werd in 1971 door Ike herschreven. Dit werd de grootste hit voor Ike & Tina Turner (onder andere nr. 4 in VS, nr. 6 in Nederland en nr. 8 in Engeland). Het jaar daarop wonnen ze ook een Grammy Award voor Proud Mary. In 1973 had het duo hun laatste grote hit: Nutbush City Limits (onder andere nr. 22 in de VS, nr. 4 in Engeland en nr. 2 in de Bondsrepubliek Duitsland). Dit nummer werd door Tina Turner zelf geschreven en gaat over haar geboorteplaats.

### 1976-1978: Scheiding
Begin jaren 70 opende Ike een eigen muziekstudio, waarmee hij een geflopt soloalbum voor Tina produceerde. Met toestemming van Ike verscheen zijn vrouw ook voor het eerst solo op televisie. Daarnaast acteerde ze ook nog als de Acid Queen in de musicalfilm Tommy uit 1975, waarin onder anderen ook Elton John speelde.
Ondertussen nam de mishandeling van Tina toe. Ze werd zo hard door haar man geslagen dat het vaak voorkwam dat haar kaak of neus gebroken werd. In juli 1976, kort voor het begin van een nieuwe tour, had Tina voor het eerst de durf gevonden om terug te vechten. Naar eigen zeggen kreeg ze deze kracht uit haar boeddhistische geloof, waartoe ze zich enkele jaren eerder bekeerd had. Diezelfde dag nog ontglipte ze hun hotelkamer en belde vanuit een ander hotel een vriend bij wie ze terechtkon.
Na een lange procedure werd het huwelijk nietig verklaard op 28 maart 1978. Ike mocht alles houden, het enige dat Tina wilde was het behouden van haar artiestennaam. Hun vier kinderen (van wie twee uit de eerdere relaties van Ike) werden door Ike naar Tina gestuurd. Na hun scheiding zijn ze elkaar nog bij enkele gelegenheden tegengekomen, maar hebben nooit meer een woord gewisseld. Tina zegt in interviews dat ze Ike wel heeft vergeven.
Omdat ze geen geld kreeg bij de scheiding moest er hard gewerkt worden om te kunnen leven. Nadat twee soloalbums flopten was geen enkele platenmaatschappij meer geïnteresseerd in Tina Turner. Ze leende geld van een vriend dat werd geïnvesteerd in een bandje, waarmee Tina Turner ging optreden op feestjes en in hotels. De zangeres gaf shows met oude Ike & Tina-nummers en coverde discohits.

### 1979-1984: Doorbraak als soloartiest
De Amerikanen moesten lang niets hebben van de ex-vrouw van Ike Turner, die rond die tijd voor illegaal drugsbezit in de gevangenis zat. In Europa daarentegen had Tina Turner nog altijd de reputatie als geweldige live-entertainer en gaf ze regelmatig uitverkochte concerten en televisieoptredens. In 1979 werd Roger Davis haar manager en het roer werd omgegooid naar echte rockmuziek. Davis wist het voor elkaar te krijgen dat Tina Turner kon optreden in de prominente Ritz-club in New York. Hier spotte Rod Stewart haar, bij wie ze in 1982 als gast mocht optreden tijdens het L.A. Forum-concert van de Absolutely Live-tournee. Tina Turner en Stewart zijn sindsdien vrienden gebleven. The Rolling Stones zagen Tina Turner en nodigden haar uit enkele voorprogramma’s te vullen van hun nieuwe tournee. Ook David Bowie, die Turner zijn favoriete vrouwelijke artiest noemde, zag haar optreden in Ritz, samen met mensen van zijn platenlabel. Door de enthousiaste reacties van grote, voornamelijk Britse, sterren raakten Europese platenmaatschappijen geïnteresseerd in de inmiddels 43-jarige zangeres.
Uiteindelijk werd platenlabel Capitol Records bereid gevonden om een single van Tina Turner op te nemen. Dit werd een cover van Al Green, Let's Stay Together, die in november 1983 uitkwam. Het nummer sloeg vooral goed aan in Engeland en Nederland, waar het respectievelijk de zesde en vierde plaats behaalde in de hitlijsten. In latere interviews prees Tina Turner het Nederlandse publiek vanwege hun enthousiaste reactie op dit nummer toen ze begin 1984 in Europa toerde. Ze meldde dat het Nederlandse publiek toen voor het eerst een nummer met haar meezong tijdens een concert. Oorspronkelijk werd Let's Stay Together niet in de VS uitgebracht, maar nadat er duizenden importkopieën binnenstroomden, werd de single ook in de VS uitgebracht. Het resultaat werd een nummer 1-hit in de Amerikaanse Billboard Hot Dance Club Chart en positie 26 in de Amerikaanse Billboard Hot 100. Begin 1984 werd de Beatles-cover Help! uitgebracht, die het ook in Nederland goed deed.
Door het succes van de single, wilde Capitol Records een album met Turner opnemen. De eerste single die van dit album werd uitgegeven was What's Love Got to Do with It. Turners manager dwong het platenlabel om de single goed te promoten, waarna het nummer een langzame stijging naar de top begon. Het nummer was oorspronkelijk eerder opgenomen door Bucks Fizz. Uiteindelijk werd het een nummer 1-hit op de Amerikaanse Billboard Hot 100 en in Engeland, Canada en Australië. Hiermee werd Tina Turner de oudste vrouwelijke artiest met een nummer 1-hit in Amerika. In veel Europese landen kwam de single terecht in de top 5, alhoewel hij in Nederland op positie 15 bleef steken.

### 1985-1990: Groei van het succes

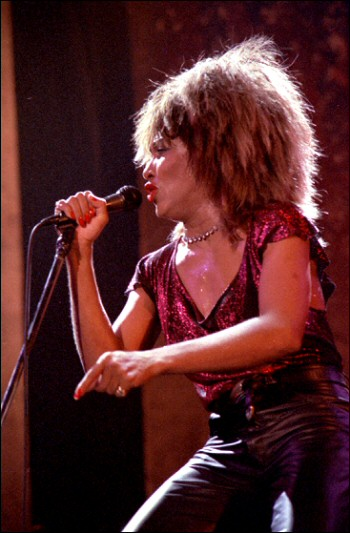
Tina tijdens een show in Noorwegen, 1985

Er volgde al snel een album: Private Dancer, dat binnen een maand tijd in Engeland werd opgenomen. Het werd uitgebracht in februari 1985 en kwam in veel landen in de top 3 terecht. In de VS werd het album vijf keer platina. Dit album is wereldwijd meer dan twaalf miljoenmaal verkocht (alhoewel sommige bronnen twintig miljoen aangeven). Succesvolle singles die later nog van dit album werden afgehaald waren Better Be Good To Me (onder andere goed voor een Grammy en nr. 5 in Amerika) en Private Dancer (onder andere nr. 4 in Nederland en nr. 7 in Amerika). Bij de jaarlijkse Grammy Awards verkreeg Tina Turner in 1985 vier Grammy's voor dit album. Deze comeback gaf haar de bijnaam Queen of Rock. Van februari tot december 1985 volgde een wereldwijde tournee om het album Private Dancer te promoten. De zangeres trad tijdens de Private Dancer Tour 171 keer keer op in Europa, Australië, de VS en Japan. Tina Turner trad onder andere tweemaal op in het Rotterdamse Ahoy en gaf één concert in het Vorst Nationaal te Brussel. Tussen het toeren door deed ze, in juli 1985, op Live Aid een duet met Mick Jagger. Ook was ze te horen op de single We Are The World van USA for Africa.
Daarnaast acteerde Turner in 1985 als Aunty Entity met Mel Gibson in de film Mad Max Beyond Thunderdome. Haar acteerprestaties werden geprezen en de zangeres verkreeg de Amerikaanse NAACP Image Award for Outstanding Actress. De titelsong van de film, We Don't Need Another Hero, werd ingezongen door Turner. Het werd een wereldwijde hit (nr. 2 in VS, nr. 3 in Engeland en een Grammy nominatie). Een tweede single van de soundtrack, One of the Living, leverde haar een Grammy op en werd een top-10 hit in verschillende landen, waaronder Nederland.
In 1986 publiceerde ze haar autobiografie: I, Tina. Ze vertelt daarin over haar leven en in het bijzonder over het gewelddadige huwelijk met Ike. De zangeres zei het boek te hebben geschreven om misverstanden over zichzelf uit de wereld te helpen en omdat ze het in interviews liever niet meer over Ike wil hebben.
De opvolger van haar comebackalbum werd Break Every Rule, dat in januari 1986 werd uitgebracht. Hiervan werden uiteindelijk negen miljoen exemplaren verkocht. De grootste hit van het album werd Typical Male (onder andere nr. 2 in de VS). Daarnaast werd de single Two People een nummer 1-hit in Spanje en voor Back Where You Started ontving Turner een Grammy Award. De bijbehorende Break Every Rule Tour duurde van maart 1987 tot maart 1988. De rockzangeres gaf tijdens deze tournee in totaal 176 concerten in Europa, Zuid-Amerika, Noord-Amerika, Australië en Japan. Op 16 januari 1988 stond Turner in het Maracanã-stadion in Rio de Janeiro voor een publiek van ongeveer 185.000 mensen, destijds het wereldrecord. Daarnaast werden vijf concerten gegeven in Nederland: viermaal in Ahoy Rotterdam en een concert in het stadspark van Nijmegen. In België werd twee keer opgetreden: in het Antwerpse Sportpaleis en op het vliegveld van Oostende. Tijdens de tournee door trad Turner op tijdens het Prince's Trust-concert in 1987, waar ze een duet zong met onder anderen Paul McCartney.
Gedurende haar carrière heeft Tina Turner verschillende duetten opgenomen. De succesvolste waren It's Only Love uit 1985 met Bryan Adams, waarvoor ze genomineerd werden voor een Grammy. In 1988 werd de single Tonight met David Bowie een nummer 1-hit in Nederland. Een andere grote hit werd de in 1990 uitgebrachte coverversie van It Takes Two met Rod Stewart, dat vooral een Europese hit werd (onder andere nr. 3 in Nederland en Bondsrepubliek Duitsland (West-Duitsland), nr. 5 Engeland).
Het derde studioalbum van Turner werd Foreign Affair, die in september 1989 verscheen. Dit werd vooral een succes in Europa, waar het op nummer 1 in de albumcharts stond in Engeland, Bondsrepubliek Duitsland, Zwitserland, Oostenrijk en Zweden. Foreign Affair verkocht teleurstellend in de VS, maar desondanks werden er wereldwijd nog zes miljoen stuks van verkocht. Op dit album stond onder andere het nummer The Best, dat in de meeste Europese landen een top 5-hit werd, waaronder Nederland en Engeland.
De Foreign Affair Tour volgde van april tot november 1990 waarbij 121 shows in Europa werden gegeven (andere continenten werden niet aangedaan). Het werd zeer succesvol en ze verbeterde tourrecords die door de Rolling Stones waren gezet. De Foreign Affair Tour begon met twee concerten in het Antwerpse Sportpaleis. In totaal werden er zeven concerten in Nederland gegeven, onder andere in het Stadion Feijenoord, Stadion Galgenwaard, MECC Maastricht en Thialf. De tournee eindigde op 4 november in Rotterdam. Dit was destijds wereldnieuws omdat de vijftigjarige Turner aankondigde dat dit wellicht haar laatste tournee zou zijn.

### 1990-1994: Rustpauze

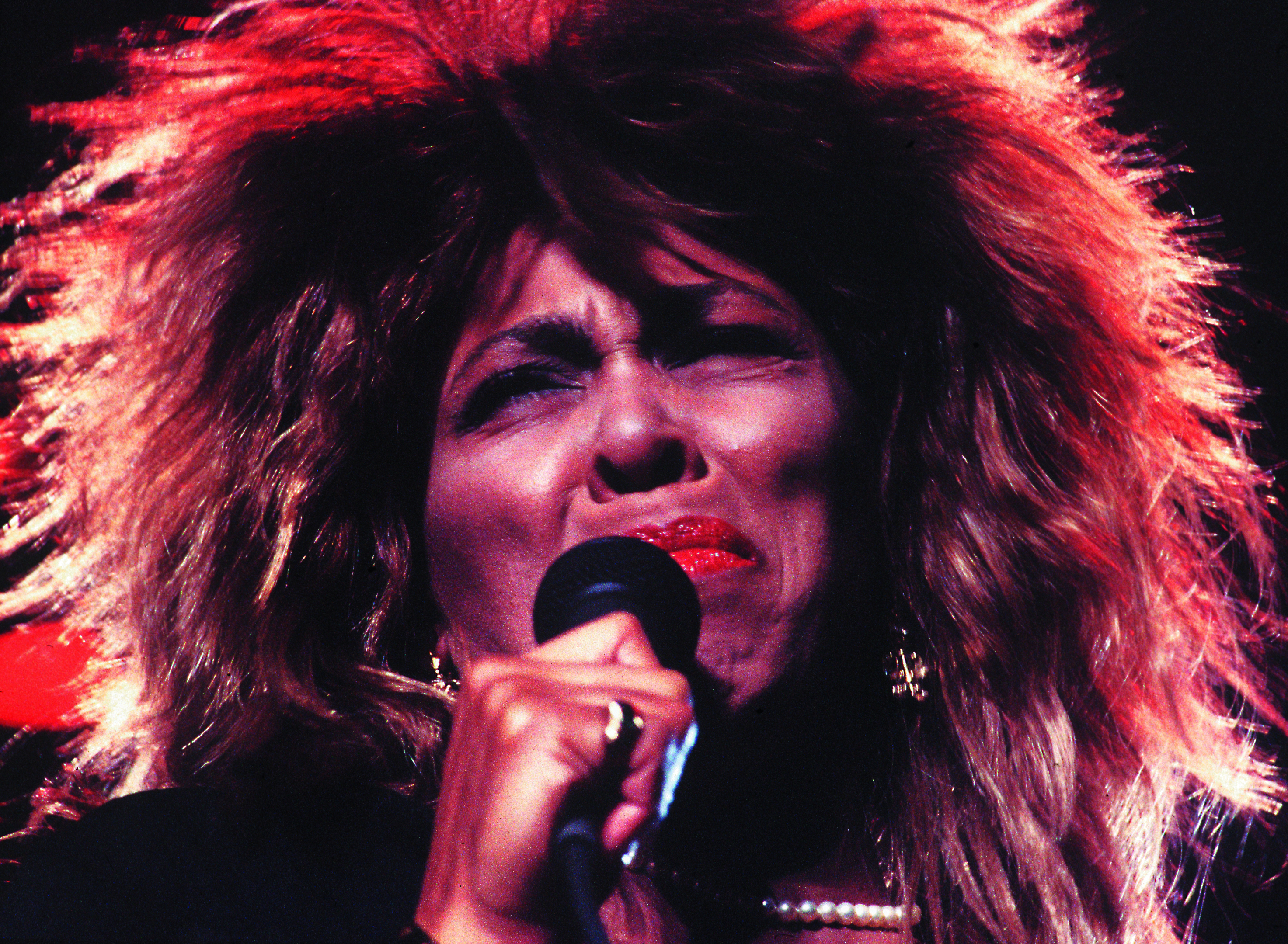
Turner in 1990

Eind jaren 80 werd Tina Turner vaak the hardest working woman in Showbizz genoemd. Vanaf 1990 ging ze het rustiger aan doen. Er kwam weinig nieuwe muziek uit. In 1991 werd het verzamelalbum Simply the Best uitgebracht. Alleen al in Europa werden er zes miljoen exemplaren van verkocht. In Amerika deed het album het minder goed. In Nederland stond dit verzamelalbum op nummer 1 in de Album top 100.
In 1993 verscheen de film What's Love Got to Do with It over het leven van Tina Turner. Speciale aandacht werd gegeven aan het gewelddadige huwelijk met Ike. Acteurs Angela Bassett en Laurence Fishburne, die Tina en Ike speelden, werden bij de Academy Awards genomineerd vanwege hun acteerprestaties. Tina Turner verleende ook medewerking aan de film en zong verschillende oude nummers opnieuw in. De single I Don't Wanna Fight van de soundtrack werd een grote Amerikaanse hit (onder andere nr. 9 in de Billboard Hot 100 chart, nr. 7 in Engeland). Om de soundtrack te promoten ging Turner weer op tournee. Deze What's Love Tour was bijna een kopie van de Europese Foreign Affair Tour, drie jaar eerder. Tussen juni 1993 en november 1993 werden 69 concerten gegeven, bijna allemaal in Noord-Amerika.

### 1995-2000: Comeback
In 1995 zong de Queen of Rock Goldeneye, de titelsong voor de gelijknamige James Bond-film. Dit werd in veel landen een hit (onder andere nr. 7 in Engeland en nr. 3 Frankrijk). De inmiddels vijfenvijftigjarige zangeres ging opnieuw de studio in en maakte een nieuw album, Wildest Dreams, dat in april 1996 uitkwam. De twee succesvolste singles van het album werden Whatever You Want (onder andere top 10-hit in Spanje, Polen, Italië en Finland, nr. 18 in Nederland, nr. 23 in Engeland en nr. 26 in Vlaanderen) en de John Waites cover Missing You (nr. 9 in Frankrijk, nr. 12 in Engeland). Het album werd gepromoot door de langste en succesvolste tournee van Tina Turner. De Wildest Dreams Tour was al uitverkocht voordat het album verscheen. Deze tournee duurde van april 1996 tot augustus 1997. In totaal waren er 250 concerten in Europa, Australië, Noord-Amerika en Zuid-Afrika; destijds het recordaantal optredens voor een tournee. Ze trad acht keer op in Ahoy Rotterdam en stond drie avonden op rij in een uitverkochte, toen nieuwe, Amsterdam ArenA. In België brak ze alle records; nooit had een artiest zoveel publiek gelokt, ze speelde elfmaal in een uitverkocht Flanders Expo te Gent, goed voor 140.000 mensen. Een van de concerten in Amsterdam werd geregistreerd en later op video en dvd uitgebracht.
Het duet Cose della vita werd in 1998 met de Italiaanse zanger Eros Ramazzotti opgenomen. Dit werd een Europese hit (onder andere nr. 4 in Nederland en Duitsland, nr. 8 in Wallonië, nr. 21 in Vlaanderen).
In 1999 deed ze een optreden met Elton John en haar vriendin Cher bij Divas Live '99.
In oktober 1999 bracht Turner haar laatste album uit: Twenty Four Seven. De enige succesvolle single die van dit album kwam was When The Heartache Is Over (onder andere nr. 3 in Finland, nr. 10 in Engeland, nr. 17 in Vlaanderen). In 2000 kondigde Tina Turner, inmiddels zestig jaar oud, haar laatste wereldtournee aan: de Twenty Four Seven Millennium Tour 2000. Deze duurde van maart tot december 2000. Er werden 116 concerten gegeven in Europa en Noord-Amerika. Een van de optredens was op 18 juli in het Stadspark in Groningen voor 65.000 mensen. In het voorprogramma trad John Fogerty van Creedence Clearwater Revival op. Hij zong solo zijn nummer Proud Mary. Op 25 juli nam ze afscheid van het Belgische publiek: op de weide van Werchter verzamelden zich 70.000 mensen om nog één keer Tina Turner te zien.

### 2000-2007: Rustpauze
Het werd lange tijd stil rondom Tina Turner. In 2005 werd een verzamelalbum uitgebracht. Haar nieuwe album All the Best verscheen in februari 2005 met een collectie van haar beste songs, maar ook haar nieuwe single Open Arms, die in veel landen een bescheiden hit werd (onder andere nr. 25 in Engeland), en Great Spirits uit de Walt Disney Pictures-film Brother Bear, waar ze twee jaar eerder aan meewerkte. Het album All the Best deed het overal ter wereld goed en kwam in Amerika op nummer 2 van de albumcharts terecht. In Vlaanderen kwam het tot nr. 3.
Turner speelde ook in de film The Goddess, maar de opnames daarvan werden stopgezet wegens het overlijden van producent Ismail Merchant. In september 2005 ging de film All the invisible children in première in Venetië. Turner zong samen met de Italiaanse zangeres Elisa de titelsong Teach me again, dat een nummer 1-hit in Italië werd. Alle opbrengsten van Teach me again zijn voor het Wereldvoedselprogramma van UNICEF.
Tevens werd in september 2005 bekend dat Turner de Kennedyprijs, een onderscheiding die kunstenaars kunnen krijgen voor hun levenswerk, in ontvangst mocht nemen. Op 4 december 2005 was er ter gelegenheid van de prijsuitreiking een gala-ontvangst in het operahuis van het Kennedy Center. Daarvoor ontving president Bush Turner op het Witte Huis. Het was voor de 28e keer dat de prijzen werden toegekend. Onder anderen Oprah Winfrey, die geldt als een grote fan, en Beyoncé, die Turner haar grootste muzikale inspiratiebron noemde, eerden haar.
In 2006 en 2007 waren er geruchten over een nieuw album van Turner. Ze verscheen enkel alleen tijdens het Bedrock Ball in het Natural History Museum (Londen), op 18 mei 2007: Turner gaf hier een medley van haar bekendste songs tijdens een liefdadigheidsconcert aldaar. Tevens verscheen the Queen of Rock als gastvocaliste op een concert van Little Richard en op albums van Santana (Game of Love, echter niet verschenen op de uiteindelijke uitgave) en Herbie Hancock (Edith and the Kingpin op River: The Joni Letters).
Op 12 december 2007 overleed haar ex-echtgenoot Ike Turner op 76-jarige leeftijd aan een overdosis cocaïne.

### 2008-2009: Comeback
In februari 2008 gaf Turner een optreden tijdens de uitreiking van de Grammy's; eerst solo en daarna zong ze Proud Mary met Beyoncé.
Tijdens een speciale opname van the Oprah Winfrey Show in Las Vegas trad ze onder meer op met Cher. Turner kondigde een nieuwe tournee aan, die op 1 oktober 2008 begon in Kansas in de Amerikaanse staat Missouri. Actrice Sophia Loren had haar overgehaald om nog één keer het podium te betreden. Tegelijkertijd met de start van de nieuwe tournee verscheen een nieuw compilatiealbum van Turners hits. Op dit album, genaamd Tina!, staan ook twee nieuwe songs.
Het Europese deel van de Tina! 50th Anniversary Tour begon op 14 januari 2009 in Keulen in Duitsland. Op 22 en 23 januari 2009 trad ze op in het Sportpaleis Antwerpen en op 21 maart 2009 kwam Turner naar de Arnhemse GelreDome. Omdat deze concerten binnen een paar uur uitverkocht waren, werden later meer data toegevoegd. Op 11 en 12 februari en 30 april kwamen extra concerten in Antwerpen en op 22 maart en 2 mei twee extra concerten in Arnhem. Twee concerten in Engeland werden afgezegd vanwege griep en stemproblemen; deze werden vervangen op 3 en 5 mei. In september 2009 verscheen de concert-dvd van haar laatste tournee. De opnames vonden plaats tijdens de eerste twee optredens in GelreDome in Arnhem. In totaal gaf de 71-jarige Queen of Rock 108 concerten tijdens haar 50th Anniversary Tour.
Later dat jaar kwam het spirituele album Beyond uit, een samenwerking tussen Turner, Dechen Shak Dagsay en Regula Curti. Het album kwam enkel uit in Duitsland, Oostenrijk, Zuid-Korea en Zwitserland, waar het een groot succes werd. In 2010 kwam het album ook uit in de Verenigde Staten. Na het succes van Beyond kwam in 2011 hun tweede cd Children Beyond uit. De dames zingen op Children Beyond samen met dertig kinderen muzikale gebeden van de vijf grote wereldgodsdiensten. Doel van dit Charity-project, waarvan de opbrengsten naar de respectieve stichtingen van de drie zangeressen vloeiden, is vrede en verdraagzaamheid tussen mensen te stimuleren en in het bijzonder de interreligieuze samenleving te bevorderen. In mei 2014 kwam het derde album Love Within uit.
Op 6 januari 2016 was zij voor het eerst in zeven jaar weer op het podium om een oeuvre award uit te reiken aan musicalproducent Joop van den Ende. In november 2017 verscheen het vierde Beyond-album getiteld "Awakening Beyond" met twee bijdrages van Turner (Rain Song en Awakening Beyond). Het dubbelalbum is opgenomen in de Abbey Road Studios samen met het London Philharmonic Orchestra. Turner werkte in 2017 ook aan de musical "Tina" in samenwerking met Joop van den Ende. De musical ging in première op 17 april 2018.
Turner ontving in 2018 een Grammy Lifetime Achievement Award.

## Privé

### Kinderen
Turner kreeg twee biologische zoons: Raymond Craig, in 1958, met Kings of Rhythm saxofonist Raymond Hill, en Ronald "Ronnie" Renelle Turner, in 1960, met Ike Turner. Ook adopteerde ze twee van Ike's kinderen. Ike adopteerde Raymond Craig Hill, en veranderde zijn naam in Craig Raymond Turner. Craig werd dood gevonden nadat hij zelfmoord had gepleegd in juli 2018.
Ronnie speelde basgitaar in Manufactured Funk, met componist en musicus Patrick Moten. Ook speelde hij in de bands van zijn beide ouders. Via hem had Turner twee kleinkinderen. Hij was getrouwd met de Franse zangeres Afida Turner. Ronnie overleed aan complicaties van darmkanker in december 2022.
Ike Turner Jr. won een Grammy Award voor het produceren van zijn vader’s album Risin' with the Blues. Hij toerde met voormalige Ikette Randi Love als Sweet Randi Love and the Love Thang Band. Ike Turner Jr. gaf aan dat hij en zijn broers een afstandelijke relatie met Tina hadden. Tina schreef in haar autobiografie I, Tina dat ze na haar scheiding "een beetje verwijderd" raakte van al haar zoons behalve Craig.

### Boeddhisme
Turner noemde zichzelf soms "boeddhist-baptist", verwijzend naar haar opvoeding in de baptistenkerk waar haar vader diaken was en haar latere bekering tot het boeddhisme. In een interview in 2016 met het tijdschrift Lion's Roar verklaarde ze: "Ik beschouw mezelf als een boeddhist." In het tijdschrift Jet van 15 februari 1979 stond Turner met haar boeddhistische altaar op de omslag. Turner verwees naar de liturgie van Nichiren Daishonin en Soka Gakkai International voor haar kennismaking met spirituele kennis.
Turner verklaarde in haar autobiografie I, Tina uit 1986 dat ze kennis had gemaakt met het boeddhisme door Ike Turners medewerkster Valerie Bishop, die haar in 1973 het gezang Nam Myo-Ho RenGe Kyo leerde. In haar spirituele memoires Happiness Becomes You uit 2020 gaf ze aan dat haar zoon Ronnie degene was die suggereerde dat ze baat zou kunnen hebben bij chanten. Turner beoefende het boeddhisme met haar Soka Gakkai-zanggroep. Na het chanten merkte Turner positieve veranderingen in haar leven op, die ze toeschreef aan haar hervonden spiritualiteit. Ze zei: "Ik realiseerde me dat ik iedereen in me had die ik nodig had om mijn leven ten goede te veranderen." Tijdens de moeilijkste tijden van haar leven zong Turner vier uur per dag, en ook op latere leeftijd deed ze het dagelijkse. Turner vergeleek boeddhistisch zingen met zingen. Ze vertelde Lion's Roar: "Nam-myoho-renge-kyo is een lied. In de Soka Gakkai-traditie wordt ons geleerd hoe we het moeten zingen. Het is een geluid en een ritme en het raakt een plek in je. Die plek die we proberen te bereiken is het onderbewustzijn. Ik geloof dat het de hoogste plaats is en dat je, als je ermee communiceert, informatie ontvangt over wat je moet doen. " Het zingen is te zien in de film What's Love got to do with it uit 1993 en in de documentaire Tina uit 2021.
Turner ontmoette de 14e Dalai Lama in Einsiedeln, Zwitserland, op 2 augustus 2005. Ze ontmoette ook de Zwitsers-Tibetaanse boeddhistische zanger Dechen Shak-Dagsay en creëerde in 2009 samen met Shak-Dagsay en de Zwitserse zangeres Regula een spiritueel muziekproject.

### Erwin Bach
In 1986 ontmoette Turner de zestien jaar jongere Erwin Bach, manager bij het EMI-platenlabel in West-Duitsland, toen die haar op de luchthaven van Düsseldorf kwam ophalen. Hun aanvankelijke vriendschap werd een romantische relatie. Het paar woonde eerst een paar jaar in Keulen. In 1994 werd Bach hoofd van de platenmaatschappij EMI Zwitserland in Zürich, en in 1995 verhuisden ze definitief naar Zwitserland. In 1998 huurden ze de Villa Algonquin in Küsnacht aan het Meer van Zürich in Zwitserland. Eerder had Turner bezittingen in Keulen, Londen en Los Angeles, en een villa aan de Franse Riviera genaamd Anna Fleur. Zij kreeg op 22 april 2013 de Zwitserse nationaliteit. Op 24 oktober 2013 gaf ze haar Amerikaanse nationaliteit op.
Op 21 juli 2013 trouwden Turner en Bach in hun huis in Zwitserland.

### Overlijden
Op 24 mei 2023 overleed Turner na een langdurig ziekbed in haar woning in Küsnacht op 83-jarige leeftijd.
Op haar overlijden kwamen vele nationale en internationale reacties. Het Witte Huis kwam met een officiële reactie namens president Biden. Hij roemde haar onder andere voor haar veelzijdigheid als de enige vrouw die Grammy’s won in de muziekcategorieën pop, rock én r&b. De BBC onderbrak na het overlijden van Turner de reguliere uitzendingen om stil te staan bij haar overlijden. Ook koning Charles III van het Verenigd Koninkrijk stond in een eerbetoon stil bij haar overlijden, tijdens de wisseling van de wacht op Buckingham Palace speelde de Band of the Welsh Guards samen met de First Battalion Welsh Guards Corps of Drums haar nummer The Best.

## Discografie
- Zie ook discografie Ike & Tina Turner.

### Albums
| Album met eventuele hitnotering(en) in de Nederlandse Album Top 100 | Datum van verschijnen | Datum van binnenkomst | Hoogste positie | Aantal weken | Opmerkingen                                               |
| ------------------------------------------------------------------- | --------------------- | --------------------- | --------------- | ------------ | --------------------------------------------------------- |
| Tina Turner turns the country on!                                   | 08-1974               | -                     |                 |              |                                                           |
| Acid Queen                                                          | 08-1975               | -                     |                 |              |                                                           |
| Rough                                                               | 09-1978               | -                     |                 |              |                                                           |
| Love Explosion                                                      | 03-1979               | -                     |                 |              |                                                           |
| Private Dancer                                                      | 29-05-1984            | 23-06-1984            | 3               | 67           |                                                           |
| Mad Max Beyond Thunderdome                                          | 08-1985               | 21-09-1985            | 50              | 1            | Soundtrack Mad Max Beyond Thunderdome / met Maurice Jarre |
| Break Every Rule                                                    | 05-09-1986            | 13-09-1986            | 2               | 36           | Goud                                                      |
| Tina Live in Europe                                                 | 01-03-1988            | 09-04-1988            | 2               | 31           | Livealbum / Platina                                       |
| Foreign affair                                                      | 13-09-1989            | 30-09-1989            | 6               | 51           | Platina                                                   |
| Simply the Best                                                     | 30-09-1991            | 12-10-1991            | 5               | 83           | Verzamelalbum / Platina                                   |
| What's Love Got to Do with It                                       | 07-06-1993            | 19-06-1993            | 12              | 27           | Soundtrack What's Love Got to Do with It                  |
| The collected recordings - Sixties to nineties                      | 15-11-1994            | -                     |                 |              | Verzamelalbum                                             |
| Wildest Dreams                                                      | 01-03-1996            | 13-04-1996            | 4               | 49           | Platina                                                   |
| Twenty Four Seven                                                   | 29-10-1999            | 06-11-1999            | 24              | 21           |                                                           |
| VH-1 Diva's live 99                                                 | 02-11-1999            | 06-11-1999            | 41              | 12           | met Whitney, Cher & Brandy                                |
| All the Best                                                        | 29-10-2004            | 06-11-2004            | 7               | 30           | Verzamelalbum / Goud                                      |
| Tina!                                                               | 17-11-2008            | -                     |                 |              | Verzamelalbum                                             |
| The platinum collection                                             | 20-02-2009            | 28-02-2009            | 9               | 13           | Verzamelalbum                                             |
| Tina live                                                           | 25-09-2009            | 03-10-2009            | 3               | 17           | Livealbum                                                 |
| Love songs                                                          | 14-02-2014            | -                     |                 |              | Verzamelalbum                                             |

| Album met hitnotering(en) in de Vlaamse Ultratop 200 albums | Datum van verschijnen | Datum van binnenkomst | Hoogste positie | Aantal weken | Opmerkingen          |
| ----------------------------------------------------------- | --------------------- | --------------------- | --------------- | ------------ | -------------------- |
| Simply the Best                                             | 1991                  | 23-03-1996            | 23              | 21           | Verzamelalbum        |
| Wildest Dreams                                              | 1996                  | 13-04-1996            | 3               | 47           |                      |
| Twenty Four Seven                                           | 1999                  | 13-11-1999            | 9               | 15           |                      |
| All the Best                                                | 2004                  | 06-11-2004            | 5               | 40           | Verzamelalbum        |
| Tina!                                                       | 2008                  | 18-10-2008            | 13              | 24           | Verzamelalbum / Goud |
| The platinum collection                                     | 2009                  | 07-03-2009            | 36              | 13           | Verzamelalbum        |
| Tina live                                                   | 2009                  | 03-10-2009            | 18              | 8            | Livealbum            |
| Love songs                                                  | 2014                  | 15-02-2014            | 107             | 5            | Verzamelalbum        |

### Singles
| Single met eventuele hitnotering(en) in de Nederlandse Top 40 | Datum van verschijnen | Datum van binnenkomst | Hoogste positie | Aantal weken | Opmerkingen                                                                          |
| ------------------------------------------------------------- | --------------------- | --------------------- | --------------- | ------------ | ------------------------------------------------------------------------------------ |
| Let's stay together                                           | 07-11-1983            | 17-12-1983            | 4               | 8            | #5 in de Nationale Hitparade / #5 in de TROS Top 50                                  |
| Help!                                                         | 25-02-1984            | 10-03-1984            | 18              | 5            | #14 in de Nationale Hitparade / #15 in de TROS Top 50                                |
| What's love got to do with it                                 | 04-07-1984            | 08-09-1984            | 15              | 7            | #10 in de Nationale Hitparade / TROS Paradeplaat Hilversum 3 / #14 in de TROS Top 50 |
| Private dancer                                                | 1984                  | 20-10-1984            | 4               | 10           | #4 in de Nationale Hitparade / #4 in de TROS Top 50                                  |
| Tonight                                                       | 1984                  | 24-11-1984            | tip7            | -            | met David Bowie                                                                      |
| Better be good to me                                          | 1984                  | 26-01-1985            | 36              | 3            | #22 in de Nationale Hitparade / #37 in de TROS Top 50                                |
| We don't need another hero (Thunderdome)                      | 1985                  | 20-07-1985            | 7               | 12           | #7 in de Nationale Hitparade / TROS Paradeplaat Hilversum 3 / #5 in de TROS Top 50   |
| One of the living                                             | 1985                  | 19-10-1985            | 10              | 7            | #13 in de Nationale Hitparade / Veronica Alarmschijf Hilversum 3                     |
| It's only love                                                | 1985                  | 16-11-1985            | 20              | 6            | met Bryan Adams / Nr. 21 in de Nationale Hitparade /Veronica Alarmschijf Hilversum 3 |
| Typical male                                                  | 1986                  | 06-09-1986            | 8               | 10           | Nr. 14 in de Nationale Hitparade / TROS Paradeplaat Radio 3                          |
| Two people                                                    | 1986                  | 15-11-1986            | 22              | 4            | Nr. 20 in de Nationale Hitparade / TROS Paradeplaat Radio 3                          |
| Girls                                                         | 1987                  | 28-02-1987            | 16              | 6            | Nr. 19 in de Nationale Hitparade                                                     |
| Tearing us apart                                              | 1987                  | 22-08-1987            | 29              | 4            | met Eric Clapton / Nr. 30 in de Mationale Hitparade Top 100                          |
| Addicted to love (Live)                                       | 1988                  | 02-04-1988            | 19              | 5            | Nr. 28 in de Nationale Hitparade Top 100                                             |
| Tonight (Live)                                                | 1988                  | 24-12-1988            | 1(4wk)          | 13           | met David Bowie / Nr. 1 in de Nationale Hitparade Top 100 / Goud                     |
| 634 5789 (Live)                                               | 1989                  | 18-03-1989            | 15              | 6            | met Robert Cray / Nr. 14 in de Nationale Hitparade Top 100                           |
| The best                                                      | 1989                  | 26-08-1989            | 5               | 11           | Nr. 7 in de Nationale Hitparade Top 100 /Veronica Alarmschijf Radio 3                |
| Steamy windows                                                | 1989                  | 02-12-1989            | 17              | 5            | Nr. 16 in de Nationale Top 100                                                       |
| I don't wanna lose you                                        | 1989                  | 24-02-1990            | 24              | 5            | Nr. 24 in de Nationale Top 100                                                       |
| Foreign affair                                                | 1990                  | -                     |                 |              | Nr. 55 in de Nationale Top 100                                                       |
| Be tender with me baby                                        | 1990                  | 20-10-1990            | tip10           | -            | Nr. 35 in de Nationale Top 100                                                       |
| It takes two                                                  | 1990                  | 24-11-1990            | 3               | 8            | met Rod Stewart / Nr. 3 in de Nationale Top 100                                      |
| Nutbush City limits                                           | 1991                  | 19-10-1991            | 11              | 8            | Nr. 15 in de Nationale Top 100                                                       |
| Way of the world                                              | 1991                  | 04-01-1992            | 16              | 6            | Nr. 15 in de Nationale Top 100                                                       |
| Love thing                                                    | 1992                  | 21-03-1992            | 36              | 3            | Nr. 41 in de Nationale Top 100                                                       |
| I don't wanna fight                                           | 1993                  | 29-05-1993            | 18              | 9            | Nr. 14 in de Mega Top 50                                                             |
| Disco inferno                                                 | 1993                  | 06-11-1993            | 16              | 6            | Nr. 17 in de Mega Top 50/Alarmschijf                                                 |
| Goldeneye                                                     | 1995                  | 18-11-1995            | 14              | 11           | Nr. 17 in de Mega Top 50                                                             |
| Whatever you want                                             | 1996                  | 16-03-1996            | 23              | 4            | Nr. 18 in de Mega Top 100 /Alarmschijf                                               |
| On silent wings                                               | 1996                  | 25-05-1996            | tip5            | -            | Nr. 37 in de Mega Top 100                                                            |
| Missing you                                                   | 1996                  | 10-08-1996            | tip16           | -            |                                                                                      |
| In your wildest dreams                                        | 25-10-1996            | 07-12-1996            | tip19           | -            | met Barry White / Nr. 77 in de Mega Top 100                                          |
| Cose della vita - Can't stop thinking of you                  | 12-1997               | 24-01-1998            | 4               | 15           | met Eros Ramazzotti / Nr. 4 in de Mega Top 100 /Alarmschijf                          |
| When the heartache is over                                    | 18-10-1999            | 23-10-1999            | 18              | 7            | Nr. 23 in de Mega Top 100                                                            |
| Whatever you need                                             | 2000                  | 05-02-2000            | tip20           | -            | Nr. 72 in de Mega Top 100                                                            |
| Open arms                                                     | 25-10-2004            | -                     |                 |              | Nr. 54 in de Mega Top 100                                                            |
| What's love got to do with it                                 | 2020                  | 01-08-2020            | 19              | 7            | met Kygo                                                                             |

| Single met hitnotering(en) in de Vlaamse Ultratop 50 | Datum van verschijnen | Datum van binnenkomst | Hoogste positie | Aantal weken | Opmerkingen                                       |
| ---------------------------------------------------- | --------------------- | --------------------- | --------------- | ------------ | ------------------------------------------------- |
| Let's stay together                                  | 1983                  | 31-12-1983            | 7               | 9            | Nr. 9 in de Radio 2 Top 30                        |
| Help                                                 | 1984                  | 03-03-1984            | 25              | 6            | Nr. 26 in de Radio 2 Top 30                       |
| What's love got to do with it                        | 1984                  | 06-10-1984            | 20              | 5            | Nr. 23 in de Radio 2 Top 30                       |
| Private dancer                                       | 1984                  | 10-11-1984            | 5               | 8            | Nr. 5 in de Radio 2 Top 30                        |
| Better be good to me                                 | 1984                  | 05-01-1985            | 33              | 2            |                                                   |
| We don't need another hero (Thunderdome)             | 1985                  | 20-07-1985            | 3               | 16           | Nr. 2 in de Radio 2 Top 30                        |
| One of the living (Thunderdome)                      | 1985                  | 02-11-1985            | 7               | 5            | Nr. 5 in de Radio 2 Top 30                        |
| It's only love                                       | 1985                  | 23-11-1985            | 22              | 4            | met Bryan Adams / Nr. 14 in de Radio 2 Top 30     |
| Typical male                                         | 1986                  | 06-09-1986            | 17              | 11           | Nr. 16 in de Radio 2 Top 30                       |
| Two people                                           | 1986                  | 29-11-1986            | 28              | 2            | Nr. 24 in de Radio 2 Top 30                       |
| What you get is what you see                         | 1987                  | 06-06-1987            | 38              | 1            |                                                   |
| Tearing us apart                                     | 1987                  | 08-08-1987            | 34              | 3            | met Eric Clapton                                  |
| Addicted to love (Live)                              | 1988                  | 16-04-1988            | 23              | 4            | Nr. 29 in de Radio 2 Top 30                       |
| Tonight (Live)                                       | 1988                  | 07-01-1989            | 3               | 14           | met David Bowie / Nr. 3 in de Radio 2 Top 30      |
| 634 5789 (Live)                                      | 1989                  | 08-04-1989            | 25              | 4            | met Robert Cray / Nr. 23 in de Radio 2 Top 30     |
| The best                                             | 1989                  | 09-09-1989            | 2               | 13           | Nr. 2 in de Radio 2 Top 30                        |
| Steamy windows                                       | 1989                  | 25-11-1989            | 5               | 10           | Nr. 6 in de Radio 2 Top 30                        |
| I don't wanna lose you                               | 1989                  | 10-02-1990            | 9               | 11           | Nr. 7 in de Radio 2 Top 30                        |
| Foreign affair                                       | 1990                  | 02-06-1990            | 49              | 1            |                                                   |
| It takes two                                         | 1990                  | 01-12-1990            | 6               | 12           | met Rod Stewart / Nr. 5 in de Radio 2 Top 30      |
| Nutbush City limits                                  | 1991                  | 19-10-1991            | 12              | 9            | Nr. 8 in de Radio 2 Top 30                        |
| Way of the world                                     | 1991                  | 21-12-1991            | 16              | 10           | Nr. 10 in de Radio 2 Top 30                       |
| I don't wanna fight                                  | 1993                  | 29-05-1993            | 8               | 13           | Nr. 5 in de Radio 2 Top 30                        |
| Disco inferno                                        | 1993                  | 23-10-1993            | 10              | 14           | Nr. 10 in de Radio 2 Top 30                       |
| Why must we wait until tonight?                      | 1993                  | 12-03-1994            | 49              | 1            |                                                   |
| Goldeneye                                            | 1995                  | 25-11-1995            | 9               | 19           | Nr. 9 in de Radio 2 Top 30                        |
| Whatever you want                                    | 1996                  | 23-03-1996            | 26              | 6            | Nr. 26 in de Radio 2 Top 30                       |
| On silent wings                                      | 1996                  | 08-06-1996            | 36              | 7            |                                                   |
| Missing you                                          | 1996                  | 07-09-1996            | tip3            | -            |                                                   |
| In your wildest dreams                               | 1996                  | 30-11-1996            | 18              | 13           | met Barry White / Nr. 18 in de Radio 2 Top 30     |
| Something beautiful remains                          | 1997                  | 29-03-1997            | tip15           | -            |                                                   |
| Cose della vita - Can't stop thinking of you         | 1997                  | 24-01-1998            | 21              | 11           | met Eros Ramazzotti / Nr. 21 in de Radio 2 Top 30 |
| When the heartache is over                           | 1999                  | 23-10-1999            | 17              | 12           | Nr. 17 in de Radio 2 Top 30                       |
| Whatever you need                                    | 2000                  | 05-02-2000            | tip13           | -            |                                                   |
| Open arms                                            | 2004                  | 30-10-2004            | tip5            | -            |                                                   |
| I'm ready                                            | 2008                  | 13-12-2008            | tip20           | -            | Nr. 21 in de Radio 2 Top 30                       |
| What's love got to do with it                        | 2020                  | 19-09-2020            | 42              | 1            | met Kygo                                          |

### NPO Radio 2 Top 2000
| Nummers met noteringen in de NPO Radio 2 Top 2000 | '99 | '00  | '01  | '02  | '03  | '04  | '05  | '06  | '07  | '08  | '09  | '10  | '11  | '12  | '13  | '14  | '15  | '16 | '17 | '18  | '19  | '20  | '21  | '22  | '23  | '24  |
| ------------------------------------------------- | --- | ---- | ---- | ---- | ---- | ---- | ---- | ---- | ---- | ---- | ---- | ---- | ---- | ---- | ---- | ---- | ---- | --- | --- | ---- | ---- | ---- | ---- | ---- | ---- | ---- |
| Cose della vita (met Eros Ramazzotti)             | 590 | -    | -    | 681  | 844  | 918  | 848  | 1007 | 1199 | 994  | 1313 | 1083 | 1238 | 1193 | 1395 | 1611 | 1783 | -   | -   | 1933 | 1304 | 1137 | 1092 | 1211 | 950  | 1252 |
| It Takes Two (met Rod Stewart)                    | -   | -    | -    | -    | -    | -    | -    | -    | -    | -    | 1899 | -    | -    | -    | -    | -    | -    | -   | -   | -    | -    | -    | -    | -    | -    | -    |
| It's Only Love (met Bryan Adams)                  | 814 | -    | -    | 1462 | 1840 | 1511 | 1781 | -    | -    | -    | -    | -    | -    | -    | -    | -    | -    | -   | -   | -    | -    | -    | -    | -    | -    | -    |
| Let's Stay Together                               | -   | -    | -    | -    | -    | -    | -    | -    | 1981 | -    | -    | -    | -    | -    | -    | -    | -    | -   | -   | -    | -    | -    | -    | -    | -    | -    |
| Private Dancer                                    | 196 | 355  | 475  | 371  | 322  | 340  | 319  | 394  | 533  | 384  | 473  | 479  | 516  | 881  | 701  | 739  | 840  | 811 | 932 | 615  | 637  | 725  | 754  | 811  | 428  | 646  |
| The Best                                          | 265 | 240  | 376  | 343  | 290  | 250  | 335  | 286  | 447  | 318  | 437  | 450  | 528  | 511  | 635  | 653  | 747  | 903 | 878 | 793  | 707  | 670  | 615  | 693  | 392  | 591  |
| Tonight (met David Bowie)                         | 354 | 458  | 647  | 670  | 592  | 444  | 494  | 441  | 458  | 463  | 685  | 609  | 703  | 863  | 783  | 695  | 936  | 612 | 709 | 486  | 506  | 520  | 479  | 573  | 326  | 618  |
| We Don't Need Another Hero                        | -   | -    | 1552 | 1237 | 1186 | 1367 | 1661 | 1854 | 1842 | 1634 | -    | 1958 | -    | -    | -    | -    | -    | -   | -   | -    | 1976 | 1617 | 1935 | 1983 | 1253 | 1638 |
| What's Love Got to Do with It                     | 552 | 1302 | 1049 | 1654 | 1141 | 878  | 1131 | 1265 | 1605 | 1224 | 1536 | 1529 | 1615 | -    | 1724 | -    | -    | -   | -   | 1454 | 1626 | 1482 | 1655 | 1731 | 1024 | -    |

1. ↑  Een '-' betekent dat het nummer niet was genoteerd en een vetgedrukt getal geeft de hoogste notering van een nummer aan.

### Dvd's
| Dvd's met hitnoteringen in de DVD Top 30                 | Datum van verschijnen' | Datum van binnenkomst | Hoogste positie | Aantal weken | Opmerkingen |
| -------------------------------------------------------- | ---------------------- | --------------------- | --------------- | ------------ | ----------- |
| One last time live in concert                            | 2002                   | 16-11-2002            | 25              | 3            |             |
| Simply the best - The video collection                   | 2002                   | 21-12-2002            | 26              | 1            |             |
| Live in Amsterdam - Wildest dreams tour                  | 2002                   | 04-01-2003            | 28              | 1            |             |
| All the best - The live collection                       | 2005                   | 12-06-2005            | 2               | 23           |             |
| One last time live in concert / Celebrate! - The best of | 2014                   | 29-03-2014            | 21              | 3            |             |